# Akodon neocenus
Akodon neocenus is een zoogdier uit de familie van de Cricetidae. De wetenschappelijke naam van de soort werd voor het eerst geldig gepubliceerd door Thomas in 1919.

## Verspreidingsgebied
De soort wordt aangetroffen in Argentinië.